# Geschichte des Eishockeys
Wie nahezu alle Mannschaftssportarten hat auch Eishockey seinen Ursprung im englischsprachigen Raum, in diesem Fall im damals englischen Kanada, welches sich als „Mutterland“ betrachtet. Jedoch existierten vergleichbare Sportarten in Mitteleuropa weit vor der Kolonisation des nordamerikanischen Kontinents.

## Entstehung
Die Sportart fußt nicht auf einer gezielten Planung, sondern auf eine über Jahrhunderte reichende Entwicklung, so dass ein Erfindungsort faktisch nicht feststellbar ist, es gibt aber eine Reihe von Meilensteinen. Trotz dieser Situation beansprucht Kanada Geburtsstätte zu sein, man beruft sich insbesondere auf eine Begegnung am 3. März 1875 im Victoria Skating Rink in Montreal.

### Vorläufer in Europa, Anfänge in Kanada

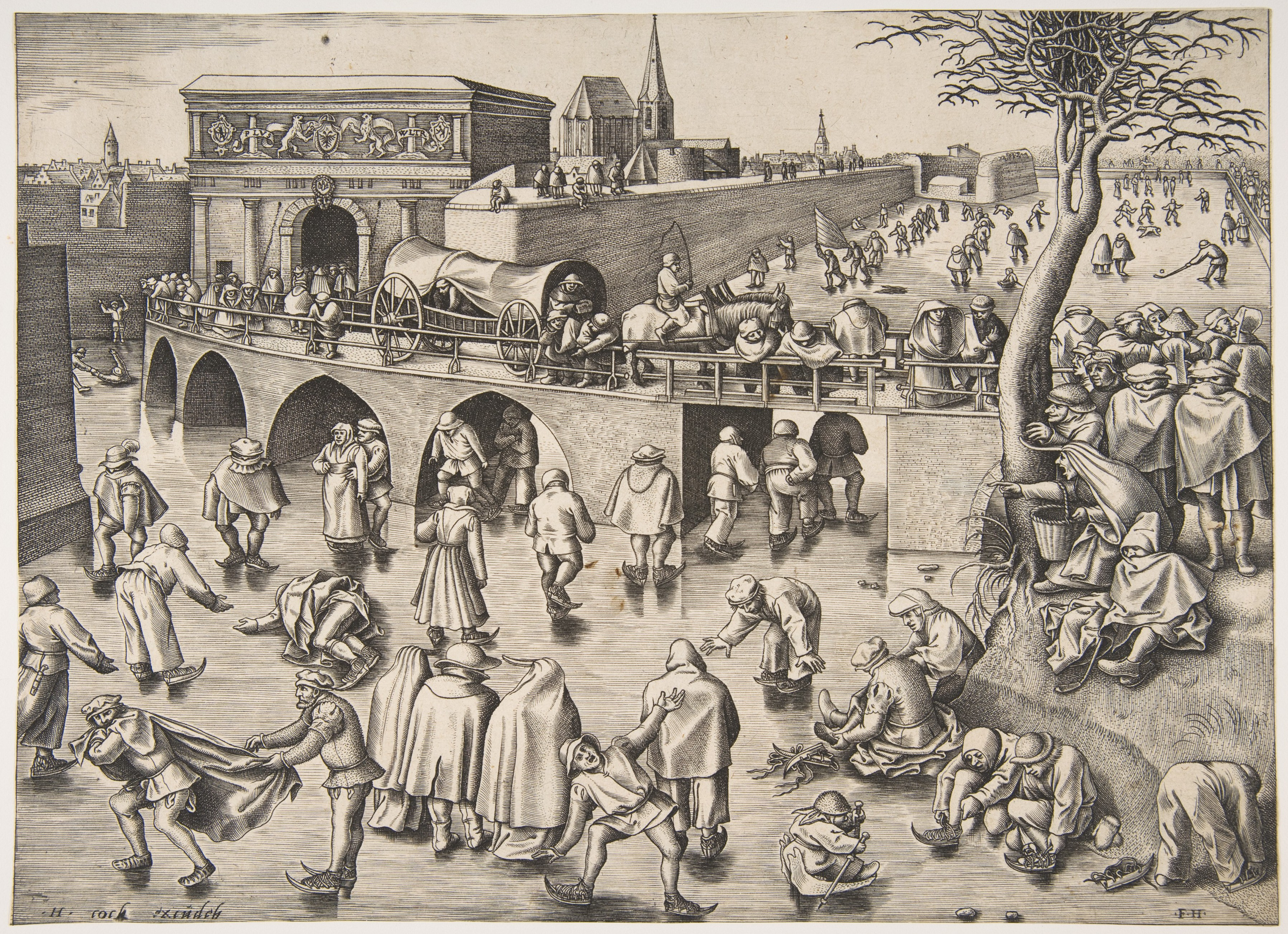
Radierung nach Pieter Bruegel „Eislauf vor dem St. Georgstor“ (etwa 1558)

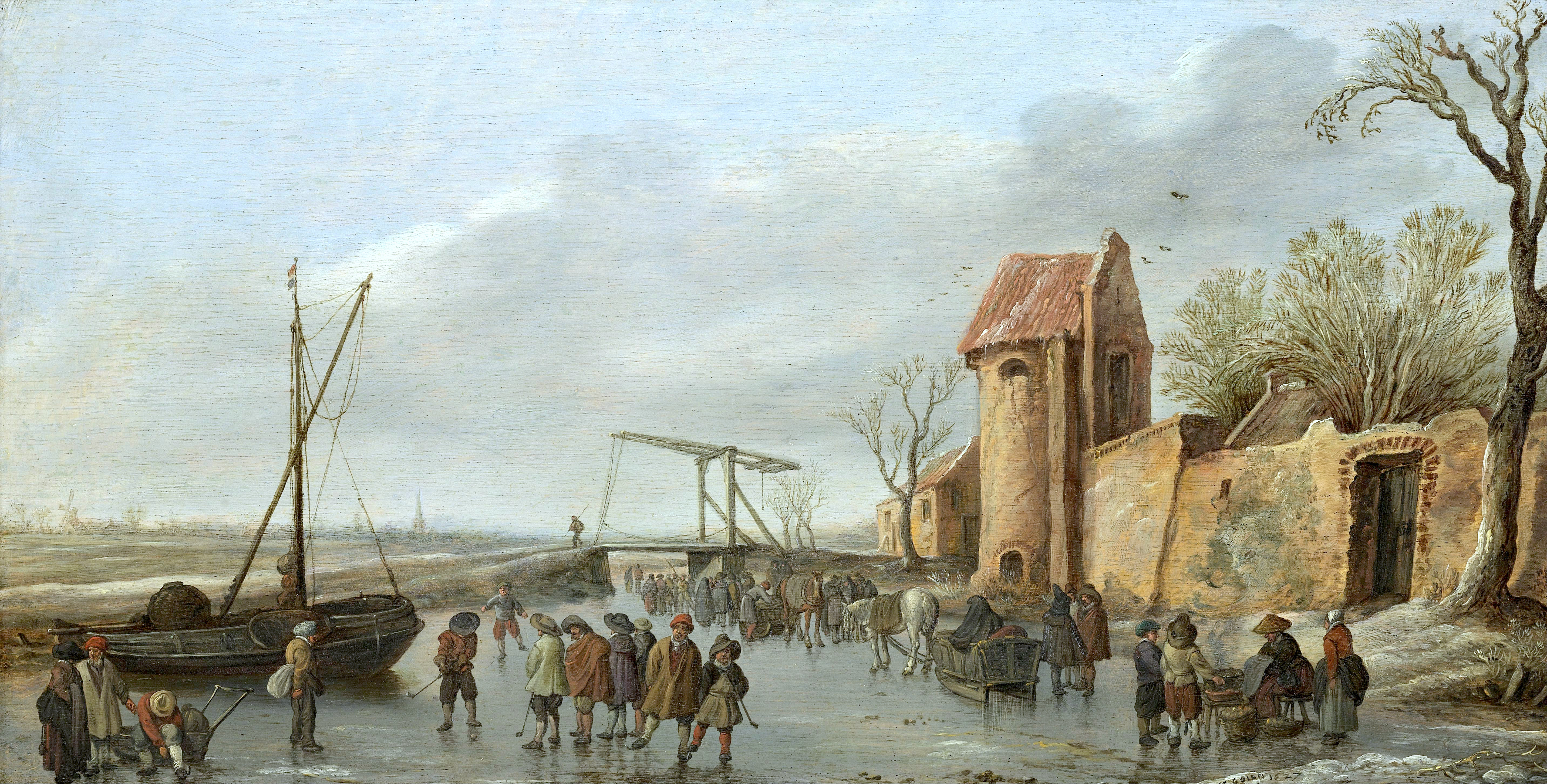
Gemälde von Jan van Goyen von 1627 mit Ballspielern und Schlittschuhläufern auf dem Eis

Es gab spätestens seit der Renaissance in Europa Ballspiele auf dem Eis. So etwa auf einem Gemälde von Jan van Goyen (1596–1656) überliefert. Bereits 1558 wurden Eisläufer mit Ball und Stock auf dem Eis in Antwerpen von Pieter Bruegel in „Eislauf vor dem St. Georgstor“ dargestellt und legen damit den möglichen Ursprung in Europa nahe.
Auch auf dem Nordamerikanischen Kontinent gab es Ballspiele, so sollen sich durch die französische Kolonisierung Kanadas in der Mitte des 16. Jahrhunderts indianische Ballspiele mit denen der Soldaten zum heute bekannten Lacrosse vermischt haben. Dennoch kann man Lacrosse nicht als direkten Vorläufer des Eishockeys betrachten, da hierzu zwar auch Tore, aber keine Schlittschuhe oder Torhüter benötigt wurden. Der Camburca, ein Krummstock, entwickelte sich zu einer Art Hockey- bzw. Eishockeyschläger. Die Bezeichnung für den Schläger, Hockey, entwickelte sich jedoch aus dem Französischen und bedeutet etwa „krummer Stock“. Während der britischen Herrschaft in Kanada Mitte des 18. Jahrhunderts brachten die Soldaten die ihnen bekannten Spiele Hurling und Shinty, auch Shinney genannt, mit. Bekannt ist, dass 1856 die Royal Canadian Rifles, ein britisches Regiment, auf den zugefrorenen Hafenbecken von Kingston und Halifax das Eislaufen erlernten und sehr schnell ihr Shinney-Spiel aufs Eis übertrugen. Anfangs spielten nur die Soldaten, doch es kamen Studenten aus Montreal hinzu, die feste Spielregeln entwickelten. Das neue Spiel erfreute sich schnell großer Beliebtheit.

### Vom Shinney zum Eishockey

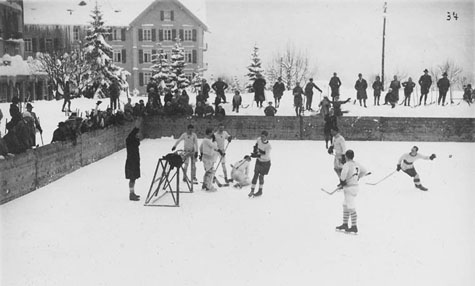
Shinney-Spiel um 1924

Studenten der McGill-Universität entwickelten das Shinney entscheidend in Richtung Eishockey, da sie zum ersten Mal einen Torhüter einsetzten.

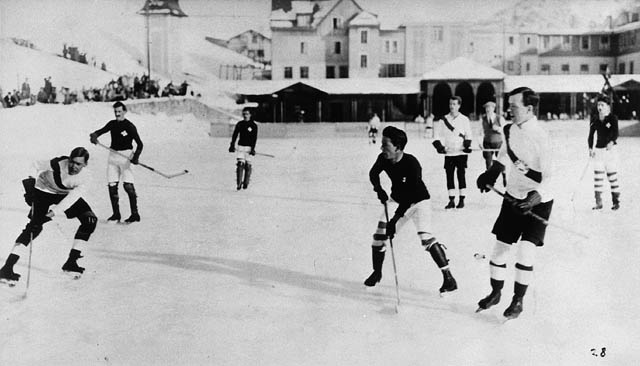
Eishockeyspiel 1922

Ein Großteil der Historiker stimmt mittlerweile in vielen Punkten der Entwicklung und Entstehung dem McGill-Report zu, welcher 1943 von Experten der McGill-Universität verfasst und veröffentlicht wurde. Der McGill-Report beschrieb, dass am 3. März 1875 im Victoria Skating Rink in Montréal vor nahezu 500 Zuschauern das erste Eishockeyspiel in einer Halle ausgetragen wurde. In diesem Report wird auch erstmals der spätere Puck, dessen Name in Montréal entstanden sein soll, erwähnt. Erfunden wurde der Puck von William Fleet Robertson. Da bei einem der ersten Spiele der damals verwendete „Gummiball“ immer wieder über die Außenbegrenzung hüpfte und das Spiel unterbrochen wurde, schnitt Robertson einfach den oberen und unteren Teil ab und übrig blieb der Puck. Die McGill-Studenten führten zudem Schiedsrichter und Trikots ein, hatten ein festes Regelwerk ausgearbeitet und gründeten den ersten Eishockey-Club der Welt.
McGill-Student James Creighton hatte den größten Anteil an der Weiterentwicklung des Eishockeys. Er dachte sich viele Neuerungen aus, um das Spiel interessanter zu machen. Die Mannschaften spielten mit Landhockeyschlägern, er übernahm aus dem Rugby-Spiel einige Regeln und hatte die Idee, dass man auch in der Halle spielen könne. Die damaligen Regeln sahen neun Mann pro Team vor, so dass die Mannschaft aus einem Torhüter, zwei Verteidigern, zwei Mittelfeldspielern und vier Stürmern bestand. Für die Einhaltung der Regeln sorgten zwei Schiedsrichter.
Das Spiel entwickelte sich fast selbständig weiter. Die rote Linie wurde eingeführt und die Torhüter wurden durch entsprechende Schutzausrüstungen – man übernahm die Lederhandschuhe und Beinschienen aus dem Feldhockey – ausgestattet. Später wurden die blauen Linien eingeführt, um „Ansammlungen“ vor dem gegnerischen Tor zu verhindern.

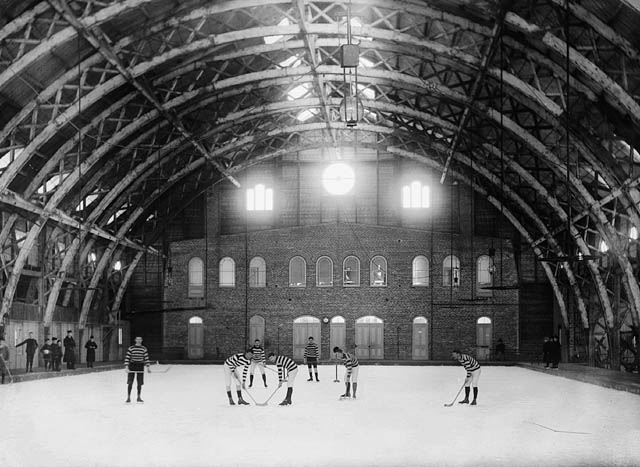
Überdachtes Eisstadion um 1900 in Québec

Von den frühen Regeln haben etliche auch heute noch Bestand, so beispielsweise das Anspiel in der Mitte (Bully) bei Spielbeginn und nach Toren. Auch durfte kein Spieler den Gegner von hinten angreifen, seinen Schläger über Schulterhöhe heben, festhalten, treten oder kicken.
1884 wurden die Regeln dahingehend geändert, dass die Mannschaften von neun auf sieben verkleinert wurden. Die Teams bestanden nun aus einem Torhüter, zwei Verteidigern, einem Mittelfeldspieler und drei Stürmern. So ging es auch 1885 in den ersten Ligaspielbetrieb im Eishockey, ebenfalls in Kanada.

### Anfänge in Europa
Ende des 19. Jahrhunderts ersetzte Eishockey binnen kurzer Zeit viele ähnliche Spiele und trat an deren Stelle, insbesondere der Puck statt des Balls stellte die wichtigste Neuerung dar. Am 4. Februar 1897 fand auf dem Halensee in Berlin das erste Eishockeyspiel auf deutschem Boden statt, welches jedoch noch stark dem Bandy ähnelte. (Siehe auch: Eishockey in Deutschland)
Die erste Kunsteisbahn wurde 1876 in London eröffnet, es folgte eine in New York und als erste auf dem europäischen Festland 1881 in Frankfurt am Main, nach London und New York die wohl dritte weltweit.
Johann Felix Unsöld (1852–1931), Ingenieur und Erfinder der Roheiserzeugung errichtete 1882 in München die erste künstliche Halleneisbahn Deutschlands. Sie wurde auf Grund der geringen Größe von 38 mal 15 Metern und der Konstruktion, die einer kleinen Schachtel ähnelte, Schachterleis genannt. Unsöld konnte mit der Eisbahn die Maschinen seiner Eisfabrik auch im Winter auslasten. Bereits 1913 war München Spielort der vierten Eishockey-Europameisterschaft in der Eisarena. Das Turnier wurde vom 25. bis 27. Januar unter Beteiligung von vier Mannschaften auf Unsölds Eisbahn ausgespielt: Belgien, welches das Turnier gewann, Böhmen, Österreich, und Deutschland.
Das Kunsteisstadion in Montreal wurde erst 1899 eröffnet, die Kunsteisbahn im Berliner Sportpalast gar erst 1925.
Bald wurde in Kanada eine Organisation notwendig, um der Verbreitung des Sports gerecht werden zu können und für einen geregelten Spielbetrieb zu sorgen. Hierzu wurde im November 1890 die Ontario Hockey Association gegründet. Weitere folgten: Pacific Coast Hockey Association, National Hockey Association (1909) und Canadian Amateur Hockey Association.

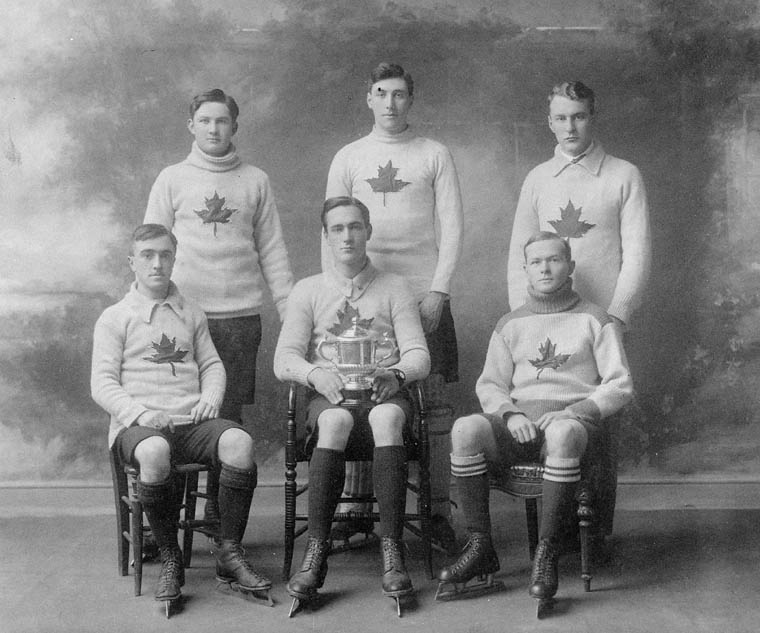
Die ersten englischen Eishockeymeister waren kanadische Studenten, hier die Oxford Canadians, Meister 1909/10

Ab Anfang des 20. Jahrhunderts fand das Eishockeyspiel verstärkt den Weg nach Europa, sodass 1903 mit den London Canadians erstmals auf dem europäischen Kontinent ein Landesmeister im Eishockey gekürt wurde und die erste Liga entstand. Im gleichen Jahr kam es auch zum ersten internationalen Spiel in Europa zwischen Teams aus London und Paris. In den Folgejahren kam es europaweit zur Gründung von Eishockeyverbänden bzw. zur Aufnahme des Eishockeys in die nationalen Eissportverbände (in Deutschland 1908).
Für das internationale Eishockey bedeutend war am 15./16. Mai 1908 die Gründung der LIHG, der Ligue Internationale de Hockey sur Glace, aus der später die Internationale Eishockey-Föderation IIHF wurde und deren Gründungsmitglieder die Verbände Frankreichs, Böhmens, Großbritanniens, Belgiens und der Schweiz waren. Die LIHG organisierte ab 1910 regelmäßige Europameisterschaften und von 1910 bis 1914 zusätzlich eine eigene LIHG-Meisterschaft, die jedoch nur von geringer Bedeutung war.
Für die Olympischen Sommerspiele 1920 in Antwerpen wurde das Eishockey in das olympische Programm aufgenommen, jedoch nur als Demonstrationsturnier. Bei den olympischen Eishockeyturnieren und den ab 1920 stattfindenden Eishockey-Weltmeisterschaften waren jedoch vorerst die Nordamerikaner, insbesondere die Kanadier dominierend, die mit ihrem besten Amateurteam zu den Turnieren anreisten und die europäischen Teams häufig zweistellig deklassierten. Dass bei den Olympischen Winterspielen 1936 in Garmisch-Partenkirchen mit Großbritannien erstmals ein europäisches Team Olympiasieger wurde, lag primär darin begründet, dass das Team ausschließlich aus eingebürgerten Kanadiern bestand. Den ersten tatsächlich europäischen Weltmeister gab es erst bei der Eishockey-Weltmeisterschaft 1947 mit der Tschechoslowakei.
Derweil entwickelte sich in den 1940er Jahren in der Sowjetunion der Eishockeysport, wo es 1947 zur ersten Sowjetischen Meisterschaft kam. Nachdem die Sowjetunion 1952 wieder in die IIHF eingetreten war, nahm sie 1954 erstmals an den Weltmeisterschaften teil und konnte diese genauso wie die Olympischen Winterspiele 1956 in Cortina d’Ampezzo sofort dominieren. Diese Dominanz führte zu einer sowjetischen Siegesserie, in der die „Sbornaja“ (russisch: Сборная für die Nationalmannschaft) von 1963 bis 1972 alle internationalen Titel im Eishockey gewinnen konnte. Dass auch die Kanadier meist der sowjetischen Mannschaft unterlegen waren, lag jedoch auch an der Tatsache, dass zu Weltmeisterschaften wie zu olympischen Turnieren nur Amateure, nicht jedoch Profispieler, zugelassen waren. Somit traten die Kanadier also weiterhin mit ihren besten Amateurspielern an. Die sowjetischen Nationalspieler spielten jedoch meist bei HK ZSKA Moskau oder HK Dynamo Moskau, dem Armee- oder Polizeisportklub, sodass die Spieler offiziell als Soldaten oder Polizisten angestellt waren, sich jedoch hauptsächlich dem Eishockeysport widmen konnten.
Zum Eklat kam es 1969/1970, nachdem die IIHF die Teilnahme von NHL-Profis wiederholt abgelehnt hatte und Kanada aus diesem Grund bis einschließlich 1976 nicht an den Weltmeisterschaften teilnahm. Bei der Eishockey-Weltmeisterschaft 1977 kamen die Kanadier jedoch auf das internationale Eis zurück, nachdem die Teilnahme von NHL-Profis gestattet wurde. Trotzdem reichte es bei der WM in Wien nur zu einem für die Kanadier unbefriedigenden vierten Platz.